# Урмиж
Урми́ж (рос. Урмыж, марій. Вӧдыр почиҥга) — присілок у складі Сернурського району Марій Ел, Росія. Входить до складу Дубниківського сільського поселення.

## Населення
Населення — 32 особи (2010; 49 у 2002).
Національний склад (станом на 2002 рік):
- марі — 98 %